# Ovale BA

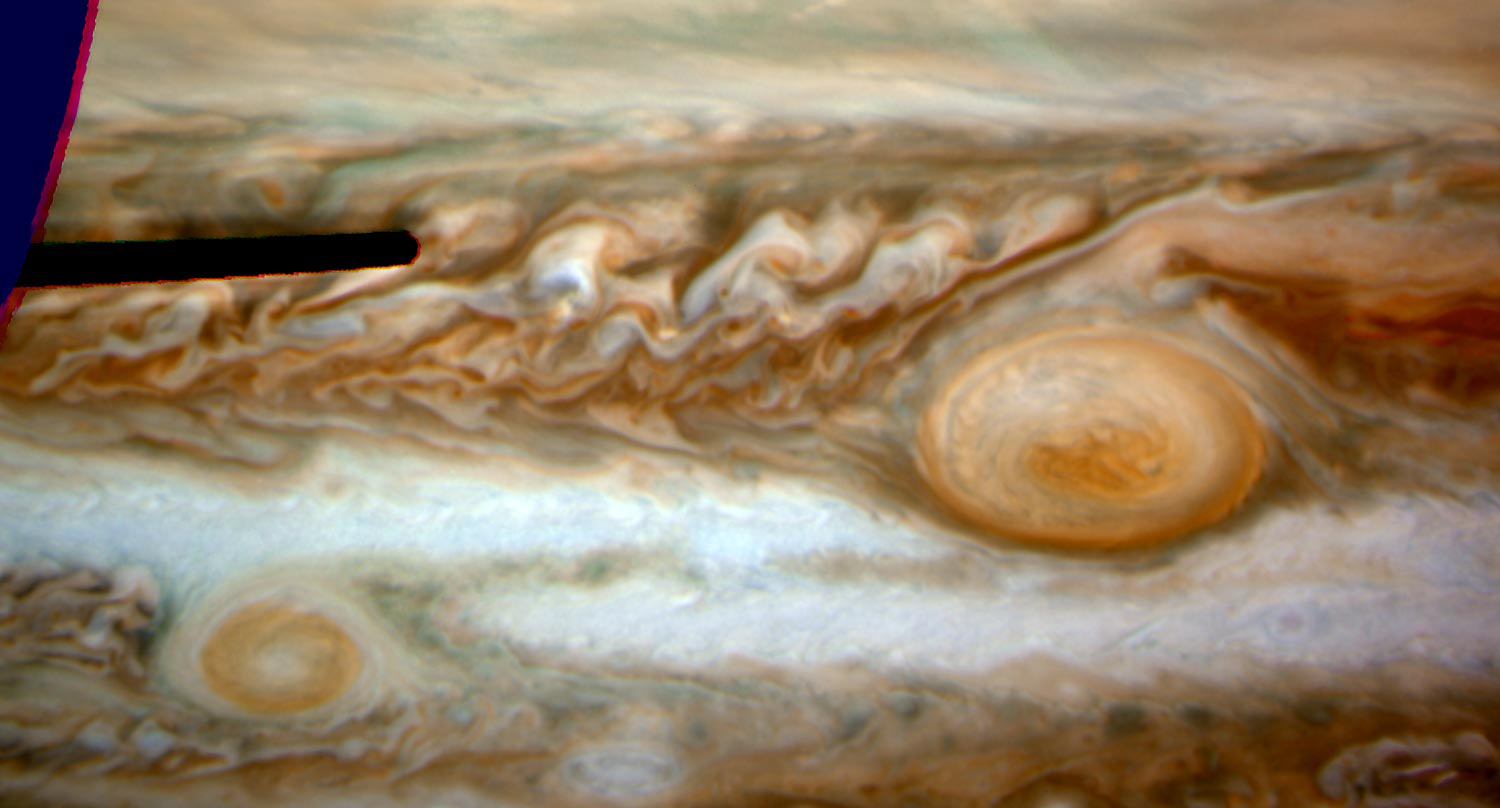
L'Ovale BA a sinistra della Grande Macchia Rossa nel 2006

L'Ovale BA (in inglese Oval BA) è una tempesta attualmente di colore rosso nell'emisfero meridionale di Giove, simile in forma alla Grande Macchia Rossa, sebbene più piccola nelle dimensioni. Conseguentemente è spesso chiamata la Piccola Macchia Rossa o Macchia Rossa Jr. (in inglese, Red Spot Jr. o Red Jr.).
La struttura, appartenente alla "banda temperata meridionale" (South Temperate Belt, STB), è stata osservata per la prima volta nel 2000 quando si è formata dalla fusione di tre piccole tempeste ovali biancastre e da allora è sempre andata intensificandosi.

## Storia
La formazione dei tre ovali biancastri che poi si sono fusi nell'Ovale BA può essere tracciata indietro fino al 1939, quando la zona temperata meridionale è stata interessata da fenomeni che hanno condotto alla formazione di strutture scure che hanno in effetti separato la zona stessa in tre lunghe sezioni. Elmer J. Reese durante le sue osservazioni di Giove denominò le sezioni scure AB, CD ed EF. Le spaccature si espansero, strozzando i segmenti rimanenti della zona temperata meridionale in tre ovali biancastri, denominati FA, BC e DE. Al momento della loro formazione coprivano quasi 90° di longitudine, ma si contrassero rapidamente nel decennio seguente, stabilizzandosi ad una lunghezza di 10° o meno dopo il 1965.

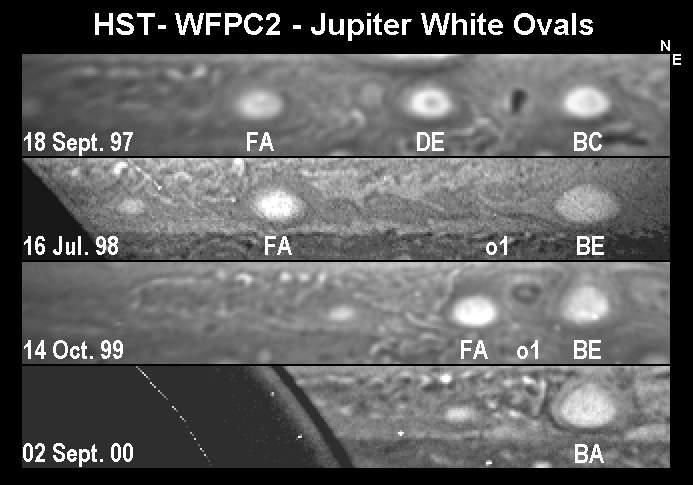
Formazione dell'Ovale BA da tre ovali biancastri precedenti.

Sebbene all'origine fossero frammenti della "zona temperata meridionale" (South Temperate Zone, STZ), evolsero fino ad essere completamente inclusi nella banda temperata meridionale (STB); ciò suggerisce che si spostarono verso nord, ritagliandosi una nicchia nella banda. Infatti, in modo assai simile alla Grande Macchia Rossa, la loro circolazione era confinata da due correnti a getto opposte, diretta verso est sui bordi settentrionali e retrograda verso ovest su quelli meridionali.
Lo spostamento longitudinale degli ovali sembrava essere influenzato da due fattori: la posizione del pianeta sulla sua orbita — diventando più veloci in corrispondenza dell'afelio — e la vicinanza alla Grande Macchia Rossa — accelerando quando erano entro 50° dalla Macchia. La tendenza generale fu una diminuzione della velocità di deriva degli ovali, con un suo dimezzamento tra gli anni 1940 e 1990.
Durante i sorvoli delle sonde Voyager, gli ovali si estendevano per circa 9000 km da est ad ovest, 5000 km da nord a sud e completavano una rotazione ogni cinque giorni (per confronto, la Grande Macchia Rossa la completava in sei).
Nel 1998 gli Ovali BC e DE si fusero, formando l'Ovale BE. Successivamente, nel marzo del 2000, BE ed FA si sono fusi anch'essi, formando l'Ovale BA.

## Osservazioni recenti
L'Ovale BA ha iniziato lentamente a colorarsi di rosso nell'agosto del 2005. Il 24 febbraio 2006, l'astrofilo filippino Christopher Go ha scoperto che l'ovale aveva cambiato colore, notando che aveva raggiunto la stessa colorazione della Grande Macchia Rossa.
Nell'aprile del 2006 un gruppo di astronomi, credendo che ci sarebbe stata una convergenza tra l'Ovale BA e la Grande Macchia Rossa, programmarono delle osservazioni con il Telescopio spaziale Hubble. Le tempeste si oltrepassano l'un l'altra ogni due anni; gli incontri del 2002 e del 2004 non avevano comunque prodotto nulla di interessante. La Dr.ssa Amy Simon-Miller del Goddard Space Flight Center,  predisse che le due tempeste avrebbero raggiunto il massimo avvicinamento il 4 luglio 2006. Il 20 luglio, le due tempeste furono fotografate dall'Osservatorio Gemini mentre transitavano l'una accanto all'altra senza convergere.

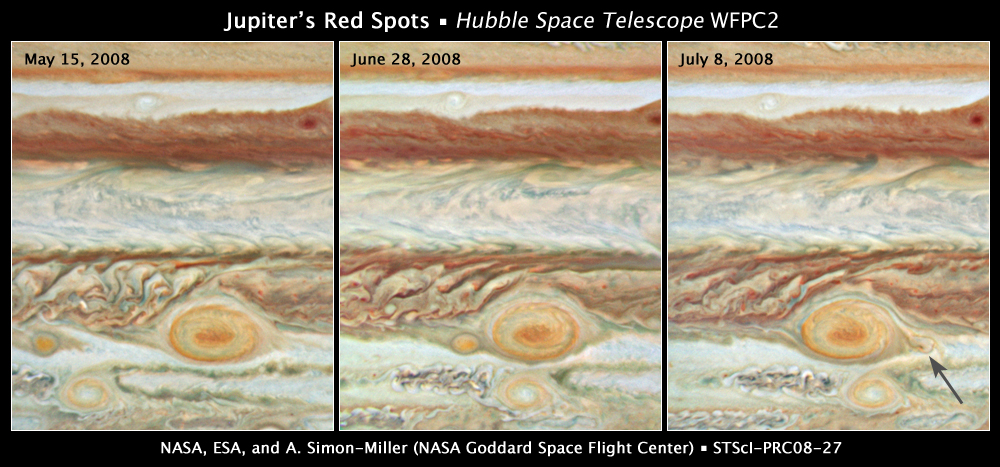
L'Ovale BA (in basso), la Grande Macchia Rossa (in alto) e la "Macchia Rossa Neonata" (nel mezzo) durante un rapido incontro nel giugno del 2008

Il perché l'Ovale BA sia diventato rosso non è totalmente chiaro. Secondo uno studio pubblicato dal Dr Santiago Pérez-Hoyos dell'Università dei Paesi Baschi nel 2008, il meccanismo responsabile più probabile potrebbe essere «una diffusione verso l'alto e verso l'interno o di un composto colorato, oppure di un vapore in grado di fungere da rivestimento e che potrebbe interagire in futuro con i fotoni solari ad alta energia ai livelli superiore dell'Ovale BA».
L'Ovale BA sta diventando più forte, secondo le osservazioni eseguite con il Telescopio spaziale Hubble nel 2007. La velocità del vento ha raggiunto i 618 km/h; quasi la stessa che nella Grande Macchia Rossa e molto più alta di quella che era stata registrata nelle tempeste progenitrici. Al luglio del 2008 ha raggiunto una lunghezza pari quasi al diametro della Terra, approssimativamente la metà delle dimensioni della Grande Macchia Rossa.
L'Ovale BA non dovrebbe essere confuso con un'altra tempesta maggiore di Giove, la Macchia Rossa Neonata ("Baby Red Spot") che è diventata rossa nel maggio del 2008. Quest'ultima si è formata approssimativamente alla stessa latitudine della Grande Macchia Rossa a cui si è avvicinata nel tardo giugno – inizio luglio dello stesso anno, venendo frantumata e poi assorbita dalla più grande compagna. Durante questo incontro, l'Ovale BA era nelle vicinanze, ma non sembra che abbia svolto alcun ruolo nella distruzione della Macchia Rossa Neonata.